# Mimosa nuttallii
Mimosa nuttallii es una especie de arbusto en la familia de las fabáceas. Se encuentra en Sudamérica.

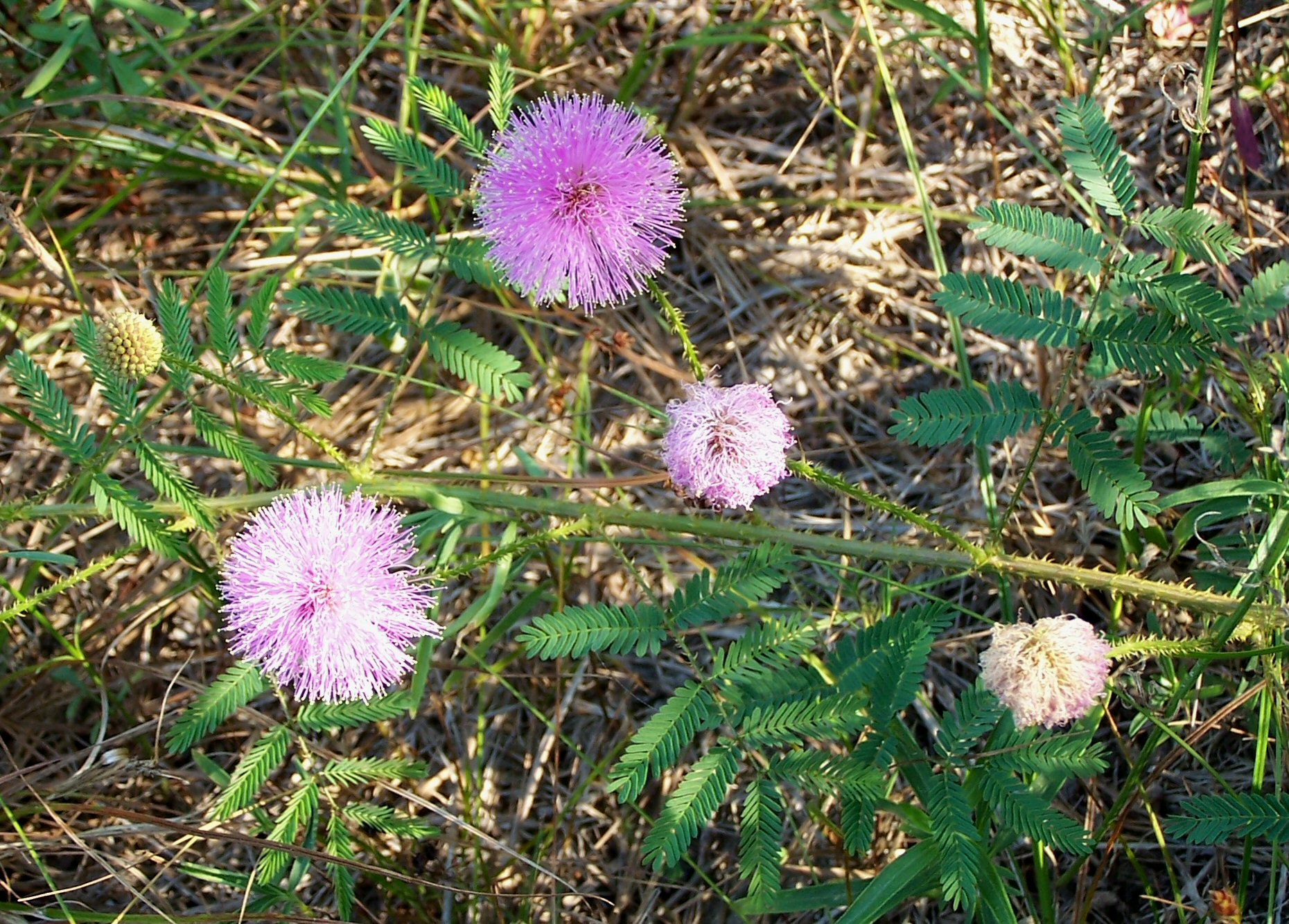
Inflorescencias

## Descripción
Las plantas rara vez llegan a más de 2 metros de altura. Las frondas parecidas a hojas son alternas con tallos espinosos. Las láminas de las hojas bipinnadas se dividen en 4-9 pares de segmentos pequeños, y estos se dividen a su vez en 8-15 pares de hojuelas pequeñas. Los foliolos son elípticos, glabras, con un nervio central prominente. Al igual que algunas otras especies de Mimosa (como Mimosa pudica ), las hojas se pliegan cuando son tocadas o perturbadas. También se dice que las raíces de M.nuttallii  emiten un olor acre a ajo,  cuando se les molesta. Este puede ser un mecanismo de defensa adicional de la planta.

## Taxonomía
Mimosa nuttallii fue descrita por (DC.) B.L.Turner    y publicado en Phytologia 76(5): 417. 1994.
Etimología
El nombre de la especie nuttallii fue otorgado en honor de Thomas Nuttall, un botánico inglés que vivió en Estados Unidos muchos años.